# マックチップ
マックチップ は、かつて日本マクドナルドが発行した電子マネーのEdyが搭載されたカードである。

## 概要
日本マクドナルドは2001年から東京都23区内の一部店舗でEdy決済サービスの試験導入を行ない、2003年7月より一時期間、当カードを該当店舗店頭でモニターへ無償配布していた。カード発行事業者（イシュア）は三井住友銀行である。裏面はマクドナルドのコーポレートカラーで赤く、表面は白く添付ステッカーをユーザー自ら貼付するデザインである。
同社のEdy導入は2008年11月まで前述の試験店舗に留まり、2007年10月からEdyではなくiDを導入展開するが、2008年12月からEdyを再導入し、2009年8月に一部を除き全国の店舗へ導入している。